# Tabaluga – Die Welt ist wunderbar!
Tabaluga – Die Welt ist wunderbar!  ist ein Kinder-Konzeptalbum des deutschen Musikers Peter Maffay. Es ist der achte Teil der Tabaluga-Albenreihe.

## Entstehung und Veröffentlichung
Die Erstveröffentlichung von Tabaluga – Die Welt ist wunderbar! erfolgte am 14. Oktober 2022 bei Red Rooster Records. Es erschien in seiner Originalausführung als CD-Doppelalbum sowie zum Download und Streaming mit 24 Titeln (Katalognummer: 19658707722). Der erste Tonträger trägt den Beinamen „Die Geschichte“ während der andere den Titel „Die Songs“ heißt.
Die Musik und Texte aller Titel wurden von Gregor Rottschalk (1, 2, 3, 4, 5, 6, 7, 8, 9, 10, 11), Peter Hinderthür (1), Katrin Schröder (2, 5, 6), Rupert Keplinger (2, 5, 6), Peter Keller (3, 9), Stephanie Steffens (3), Carl Carlton (4), Peter Maffay (7, 8),  Pascal Kravetz (10), JB Meijers (10), Annika Doherty (11), Hendrikje Balsmeyer (11), Nico Gomez (12), Martin Ziaja (12) und Nicolás Gómez komponiert beziehungsweise geschrieben. Keller zeichnete zudem für die Produktion aller Lieder verantwortlich.

## Inhalt und Stil
Bei Tabaluga – Die Welt ist wunderbar! handelt es sich stilistisch um ein Pop-Rock-Album, das als Musical für Kinder aufgebaut ist. Inhaltlich behandelt das Album überwiegend Lieder, die sich mit dem Thema Liebe auseinandersetzen.

## Titelliste

### Die Geschichte
1. Ouvertüre – 2:25
2. Es ist heiß – 3:24 (feat. Alexander Wesselsky)
3. Die Menschlinge – 2:58
4. Rock'n'Roll – 3:48
5. Elektrizität – 3:19 (feat. Stefanie Heinzmann)
6. Sieben Gründe für die Sonne – 4:04
7. Ich bin der Wind – 4:34
8. Ohne Wasser gibt's kein Leben – 4:10
9. Engel und auch Teufel – 3:56
10. Raumschiff Erde – 4:04
11. Die Welt ist wunderbar – 4:26
12. Königreich der Liebe – 4:10 (feat. Stefanie Heinzmann)

### Die Songs
1. Ouvertüre – 6:16
2. Es ist heiß – 5:54 (feat. Alexander Wesselsky)
3. Die Menschlinge – 7:12
4. Rock'n'Roll – 5:17
5. Elektrizität – 5:27 (feat. Stefanie Heinzmann)
6. Sieben Gründe für die Sonne – 4:46
7. Ich bin der Wind – 5:27
8. Ohne Wasser gibt's kein Leben – 5:28
9. Engel und auch Teufel – 5:28
10. Raumschiff Erde – 6:00
11. Die Welt ist wunderbar – 6:12
12. Königreich der Liebe – 2:07 (feat. Stefanie Heinzmann)

## Mitwirkende (Auswahl)
- Peter Maffay (Gesang, Gitarre)
- Ken Taylor (Bass)
- Bertram Engel (Schlagzeug)
- Carl Carlton (Gitarre)
- JB Meijers (Gitarre, Keyboards, Perkussion, Begleitgesang)
- Peter Keller (Gitarre, Perkussion, Begleitgesang)
- Pascal Kravetz (Keyboards)
- Alexander Wesselsky (Gesang 2)
- Stefanie Heinzmann (Gesang 5,12)
- Peter Hinderthür (Bass 1)
- Stefan Pintev (Violine, Viola 1, 2, 12)
- Rupert Keplinger (Keyboards, Gitarre, Begleitgesang 2, 5, 6)
- Stephanie Steffens (Begleitgesang 3,5)
- Katrin Schröder (Begleitgesang 5,6)
- Lisa U. Mülle (Keyboards 8, 11, 12)
- Anouk Makkay (Begleitgesang 11)
- Felicia Taylor (Begleitgesang 11)
- Leon Taylor (Begleitgesang 11)
- Linda Rocco (Begleitgesang 11)
- Peter Lieberom (Saxophon 11)
- Louk Boudesteijn (Trombone 11)
- Jan van Duikeren (Trompete)
- Linda Teodosiu (Begleitgesang 12)
- Nico Gomez (Begleitgesang 12)

## Chartplatzierungen
| ChartsChartplatzierungen | Höchstplatzierung | Wochen |
| ------------------------ | ----------------- | ------ |
| Deutschland (GfK)        | 2 (10 Wo.)        | 10     |
| Schweiz (IFPI)           | 8 (1 Wo.)         | 1      |